# Zonitidae
Zonitidae zijn een familie van landslakken.

## Taxonomie
De volgende geslachten zijn bij de familie ingedeeld:
- Aegopis Fitzinger, 1833
- Allaegopis Riedel, 1979
- Balcanodiscus Riedel & Urbanski, 1964
- Brazieria Ancey, 1887
- Doraegopis Riedel, 1982
- Meledella Sturany, 1908
- Paraegopis Hesse, 1910
- Retinella Fischer, 1877
- Thasiogenes Riedel, 1998
- Troglaegopis Riedel & Radja, 1983
- Turcozonites Riedel, 1987
- Zonites Montfort, 1810 – typegeslacht

## Geslachten volgens WoRMS
- Alienitor Iredale, 1937
- Geodiscus Iredale, 1941
- Hawaiia Gude, 1911
- Johannesoconcha Preston, 1913
- Macgillivrayella Preston, 1913
- Vitrea Fitzinger, 1833
- Zonites Montfort, 1810